# Joseph Bukkens

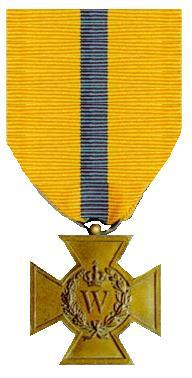
Bronzen Kruis

Joseph Bukkens (Vlissingen, 8 juni 1916 - Mauthausen, 7 september 1944) was Engelandvaarder en werd slachtoffer van het Englandspiel.
Sjef Bukkens groeide op in Vlissingen, zijn vader had een tabakswinkel en slijterij op de Kleine Markt, zijn moeder had het druk met tien kinderen, van wie hij bijna de jongste was. Sjef ging naar de Mulo en daarna naar het seminarie. Niet lang daarna besloot hij terug naar school te gaan waar hij cum laude voor zijn eindexamen HBS  slaagde. 
Hij moest in dienst en kwam eerst bij de landmacht en daarna bij de marine-luchtvaartdienst (MLD). 

## Engelandvaarder
Toen de oorlog uitbrak nam hij afscheid van zijn familie en vertrok met enkele militairen naar Engeland. Via België en Frankrijk bereikten zij Wales. Hij begon in die tijd een dagboek, dat nu is uitgegeven. Dit omschrijft de gehele periode tot 5 mei 1942, enkele weken voordat hij in Nederland gedropt werd.

#### Vlieger
In september vertrok hij uit Liverpool om via de Kaap de Goede Hoop naar Nederlands-Indië te reizen. In Soerabaja vervolgde hij zijn vliegersopleiding. Via Canada en IJsland ging hij terug naar Schotland, vanwaar hij diverse vluchten uitvoerde op Nederland en Noorwegen.

#### Agent
Als agent stond hij bekend onder verschillende namen. Tijdens de training was dit Joseph Boogaert, maar hij gebruikte ook o.a. Jonkers Smit en Evert Loohuizen.

Hem werd door de geheime dienst gevraagd met Ernst de Jonge naar Nederland te gaan, zij zouden dan door Erik Hazelhoff Roelfzema en Chris Krediet aan wal gezet worden tussen Scheveningen en Katwijk. Hij weigerde dit, omdat hij de mensen in Londen niet geheel vertrouwde. Er werden te vaak plannen gewijzigd. Ook de Prins bleek hiervan niet op de hoogte te zijn. Kolonel Euan Rabagliati zegt dat ze ook wel gedropt kunnen worden, maar dan wel de volgende maandag, 26 januari. Bukkens had er geen goed gevoel over en weigerde, De Jonge werd met iemand anders aan wal gezet.

#### Gevangen
Op 27 juni 1942 werden Bukkens en marconist George Jambroes als eerste in het kader van Plan Holland in Kallenkote bij Steenwijk gedropt. Zij werden meteen gearresteerd en naar Kamp Haaren gebracht. Later werden ook Albert Baatsen en Trix Terwindt daar gedropt en door de Duitsers opgewacht.
Van Haaren werden Bukkens en Jambroes op 27 november 1943 naar het huis van bewaring in Assen overgebracht. Vijf maanden later werd hij met ongeveer vijftig medegevangenen naar Rawicz afgevoerd.

Op 3 september 1944 werd hij in Rawicz uitgeschreven om naar Mauthausen gebracht te worden. Daar kwam hij enkele dagen later aan. Op 7 september werd hij met 24 medegevangenen geëxecuteerd.

## Onderscheiden
Op 2 mei 1953 werd Bukkens postuum onderscheiden met het Bronzen Kruis.
Zie ook de Lijst van Engelandvaarders.